# 부저항

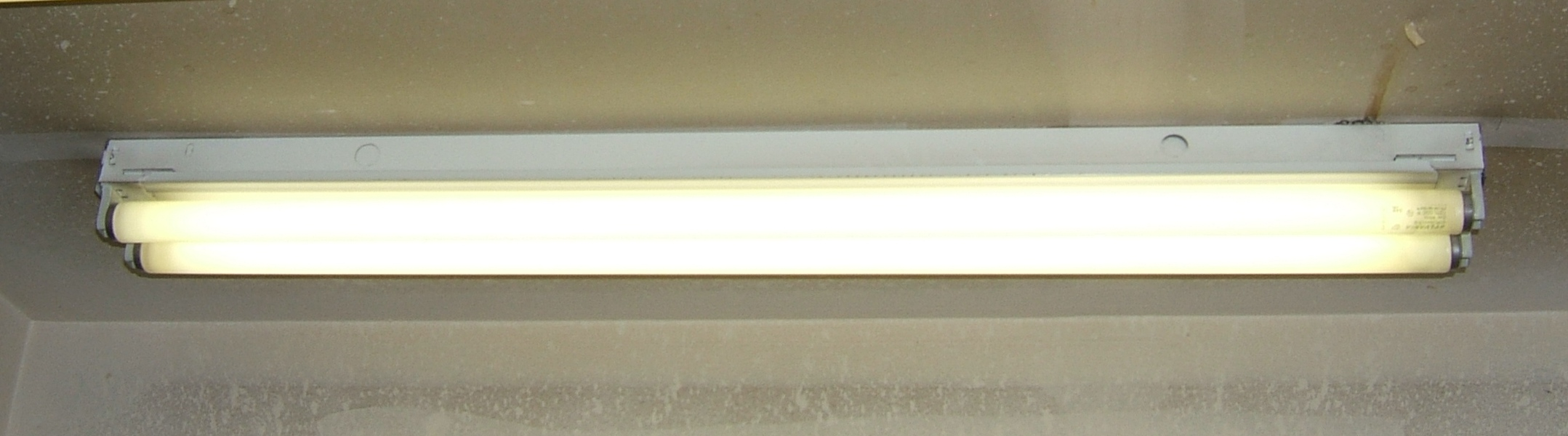
형광등은 부성 미분 저항을 지니는 장치이다. 동작 중에 형광막을 통해 흐르는 전류가 증가하면서 이를 가로지르는 전압이 떨어진다. 막이 전선에 직접 연결되어 있다면 막 전압이 떨어질 경우 더욱 더 많은 전류가 흐르게 되어 아크 섬락이 발생하고 스스로 파괴한다. 이를 예방하기 위해 형광막은 밸러스트(ballast)를 통해 전선에 연결된다. 밸러스트는 양임피던스(AC 저항)을 회로에 추가하여 전류를 제한시킴으로써 형광막의 부성 저항에 대처한다.

일렉트로닉스에서 부저항(負抵抗, negative resistance, NR)은 일부 전기 회로와 장치의 한 속성이며 여기서 장치의 끝단을 가로지르는 전압이 증가하면 이를 가로지르는 전류가 감소하게 된다.
이는 영향을 받는 전압이 증가할 때 옴의 법칙으로 인해 전류의 양이 상대적으로 증가하면서 양저항을 일으키는 일반적인 저항기와는 대조된다. 양저항이 이를 경유하여 전달되는 전류로부터 전기를 소비하는 반면 부저항은 발전(發電)한다. 특정한 상황에서 전기 신호의 힘을 증가시켜 신호를 증폭시킬 수 있다.
부저항은 일부 비선형 전기 부품들에 나타나는 흔치 않은 속성이다. 비선형 장치에서 두 종류의 저항을 정의할 수 있다: 1) '전압/전류'({\displaystyle v/i\,}) 비율인 정적(static)/절대 저항(absolute resistanec), 2) '전압 변화/결과가 되는 전류'({\displaystyle \Delta v/\Delta i}) 비율인 미분 저항(differential resistance). 부저항이라는 용어는 부성 미분 저항(negative differential resistance, NDR), 즉 {\displaystyle \Delta v/\Delta i\;<\;0}을 의미한다. 일반적으로 부성 미분 저항은 2개의 끝단을 지니는 컴포넌트로서, 끝단에 적용된 직류 전원을 증폭시키고, 이를 교류 전력으로 변환하여 동일한 끝단에 적용된 교류 전기신호를 증폭시킬 수 있다. 발진기와 앰프에 사용된다. (특히 마이크로파 주파수에서) 대부분의 마이크로파 에너지는 부성 미분 저항으로 만들어진다. 이들은 이력 현상을 보일 수 있으며 쌍안정할 수 있으므로 스위칭과 메모리 회로에 사용된다. 부성 미분 저항을 지니는 장치들으 예로는 터널 다이오드, 건 다이오드, 네온등 등의 방전관, 형광등을 들 수 있다.

## 추가 문헌
- Gottlieb, Irving M. (1997). 《Practical Oscillator Handbook》. Elsevier. ISBN 978-0080539386. How negative differential resistance devices work in oscillators.
- Hong, Sungook (2001). 《Wireless: From Marconi's Black-Box to the Audion》 (PDF). USA: MIT Press. ISBN 978-0262082983., ch. 6 Account of discovery of negative resistance and its role in early radio.
- Snelgrove, Martin (2008). “Negative resistance circuits”. 《AccessScience Online Encyclopedia》. McGraw-Hill. 2012년 5월 17일에 확인함. Elementary one-page introduction to negative resistance.